# ときわ台駅 (大阪府)
ときわ台駅（ときわだいえき）は、大阪府豊能郡豊能町ときわ台一丁目にある能勢電鉄妙見線の駅。駅番号はNS13。
その名の通り、近隣のニュータウン「ときわ台」の玄関口である。

## 歴史
1967年（昭和42年）に起工し、ときわ台への入居者の利便を図るために新設された。

### 年表
- 1968年（昭和43年）7月7日：開業[1]。

## 駅構造
1面1線の単式ホームを持つ地上駅で、上下線の列車が同一のホームに発着する。ホームの有効長は4両。
改札口からホームまでは階段とエレベーターがあり、スロープは設置されていないが、階段には2段式手摺が設置されている。また、階段は改札から少し登ったところで2つに分かれている。

ホームには待合室が設置されている。トイレは改札口を入ったところにあり、車椅子用タイプも併設されている。

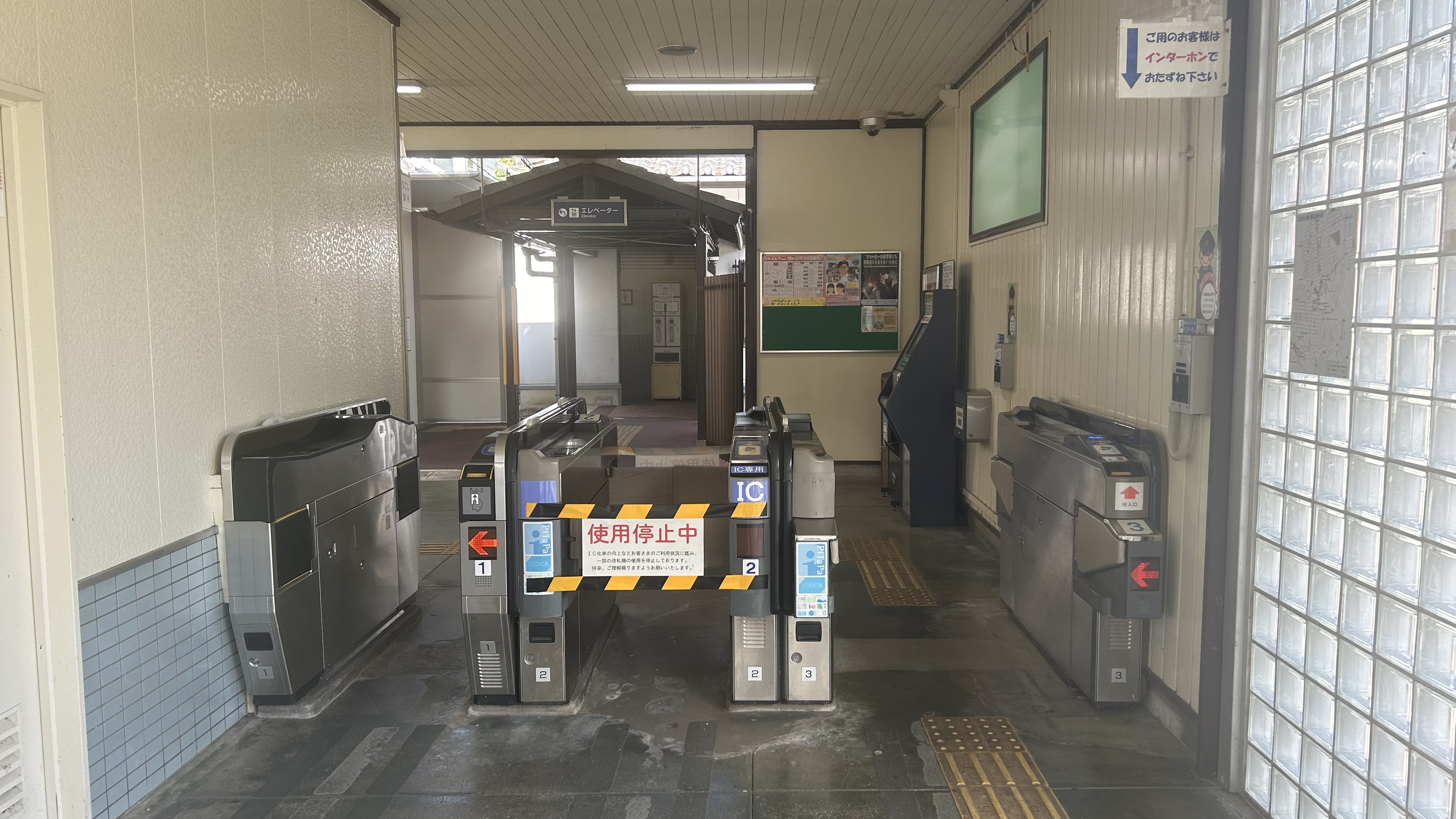
改札口
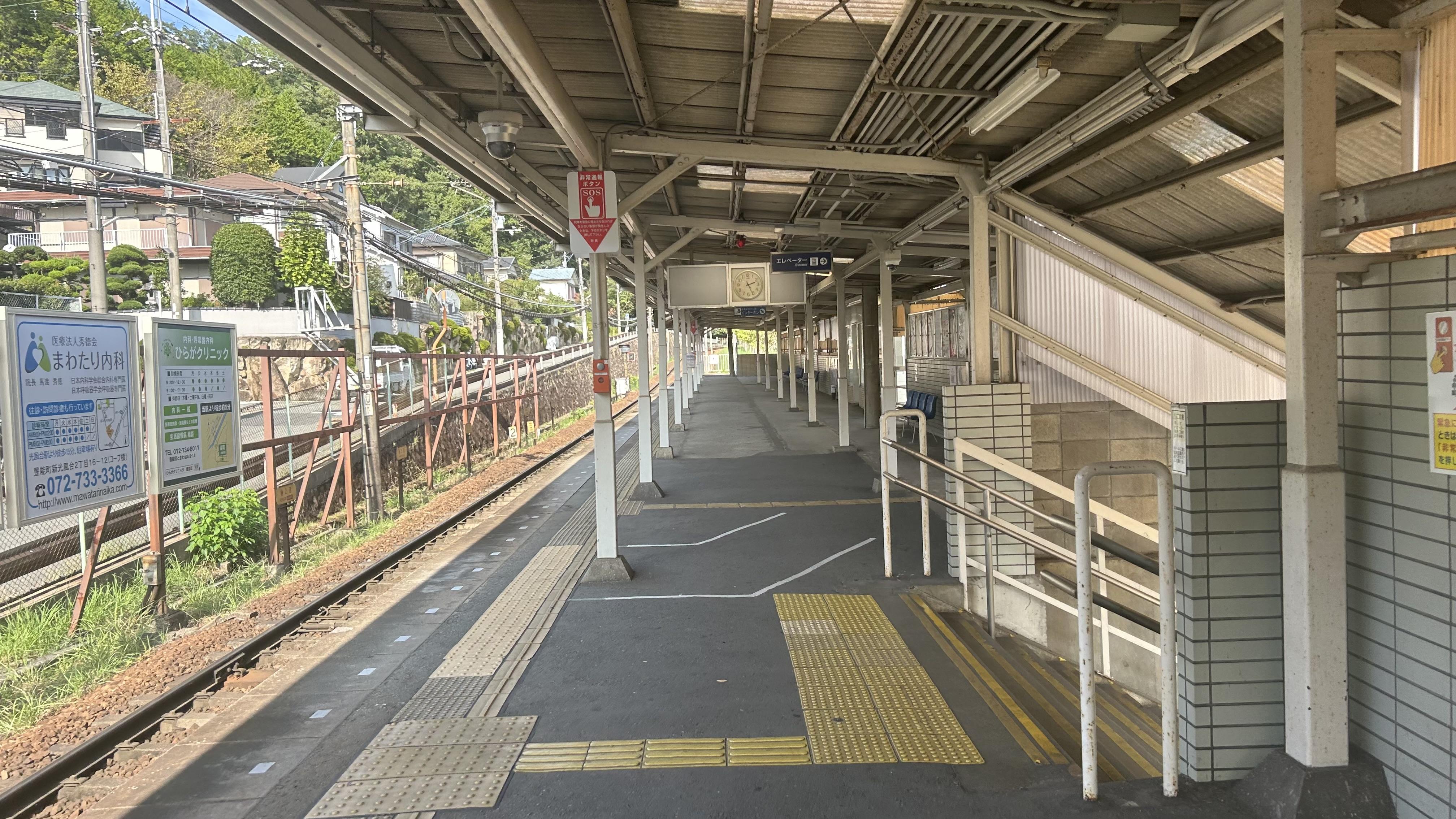
ホーム
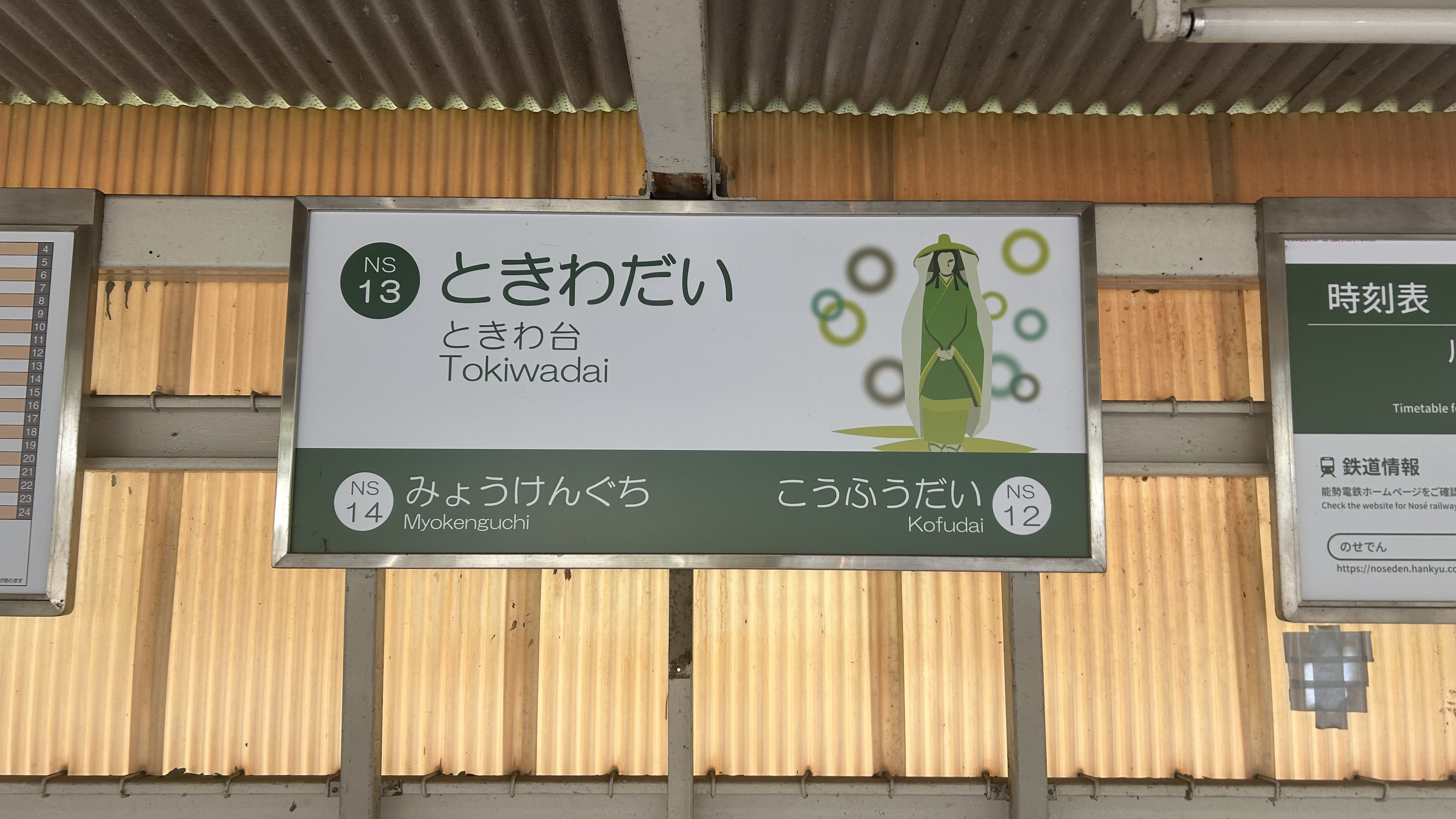
駅名標

## 駅周辺
南側から東側を中心に、ときわ台の住宅地が広がっている。
- 豊能ときわ台郵便局

また、700メートル以上離れた高台上の東ときわ台地区には、以下の施設等がある。
- 阪急オアシス
- 豊能町役場 吉川支所
- 豊能東ときわ郵便局
- 豊能町立図書館
- ユーベルホール
  - フィルハーモニック・ウインズ大阪（オオサカン）事務局
- 豊能町立吉川中学校
- 池田泉州銀行 ときわ台支店（旧：池田銀行支店）
- 国道477号

## バス路線
駅前に路線バスは乗り入れていない。東ときわ台地区まで出ると阪急バスの豊能西線（光風台駅、箕面森町地区センター方面行き）が利用可能である。

## 利用状況
1日平均乗降人員の推移は以下の通り（出典：大阪府統計年鑑）。
| 年度               | 一日平均 乗降人員 |
| ------------------ | ----------------- |
| 2004年（平成16年） | 約3,960           |
| 2006年（平成18年） | 約3,913           |
| 2007年（平成19年） | 約3,686           |
| 2008年（平成20年） | 約3,435           |
| 2009年（平成21年） | 約3,128           |
| 2010年（平成22年） | 約3,050           |
| 2018年（平成30年） | 2,260             |
| 2019年（令和元年） | 2,205             |
| 2020年（令和2年）  | 1,907             |
| 2021年（令和3年）  | 1,817             |
| 2022年（令和4年）  | 1,839             |

## 隣の駅
能勢電鉄
妙見線
■普通
光風台駅 (NS12) - ときわ台駅 (NS13) - 妙見口駅 (NS14)